# Nicola Daspuro
Nicola Daspuro (Lecce, 19 de gener de 1853 - Nàpols, 13 de desembre de 1941) fou un escriptor, periodista i llibretista italià.
Entre els llibrets, el més conegut és el de L'amico Fritz (1891) per a Pietro Mascagni i Mala vita (1892) per a Umberto Giordano.